# Équation xʸ=yˣ

Graphe de.

En général, l'exponentiation n'est pas commutative. Cependant, l'équation {\displaystyle x^{y}=y^{x}} tient dans des cas particuliers, tels que {\displaystyle x=2,y=4.}

## Histoire
L'équation {\displaystyle x^{y}=y^{x}} est mentionné dans une lettre de Bernoulli à Goldbach (29 juin 1728). La lettre contient l'affirmation selon laquelle avec {\displaystyle x\neq y,} les seules solutions d'entiers naturels sont {\displaystyle (2,4)} et {\displaystyle (4,2),} bien qu'il y ait une infinité de solutions en nombres rationnels.
La réponse de Goldbach (31 janvier 1729) contient une solution générale de l'équation obtenue en substituant {\displaystyle y=vx}. Une solution similaire a été trouvée par Euler.
J. van Hengel a souligné que si {\displaystyle r,n} sont des entiers positifs avec {\displaystyle r\geq 3} alors {\displaystyle r^{r+n}>(r+n)^{r};} il suffit donc d'envisager les possibilités {\displaystyle x=1} et {\displaystyle x=2} afin de trouver des solutions entières.
Le problème a été traité dans un certain nombre de publications. En 1960, l'équation était parmi les questions de la William Lowell Putnam Competition qui a incité A. Hausner à étendre les résultats aux champs de nombres algébriques.

## Solutions réelles positives
Un ensemble infini de solutions triviales en nombres réels positifs est donné par {\displaystyle x=y}.
Des solutions non-triviales peuvent être trouvées en supposant {\displaystyle x\neq y} et en posant {\displaystyle y=vx}.
Ainsi,
{\displaystyle (vx)^{x}=x^{vx}=(x^{v})^{x}.}
En élevant les deux côtés à la puissance {\displaystyle {\tfrac {1}{x}}} et en divisant par {\displaystyle x},
{\displaystyle v=x^{v-1}.}
Les solutions non triviales en nombres réels positifs sont
{\displaystyle x=v^{\frac {1}{v-1}},}
{\displaystyle y=v^{\frac {v}{v-1}}.}
Avec {\displaystyle v=2} ou {\displaystyle v={\tfrac {1}{2}}} cela génère les solutions non-triviales entières, {\displaystyle 4^{2}=2^{4}}.
Les solutions triviales et non triviales se croisent lorsque {\displaystyle v=1}. Les équations ci-dessus ne peuvent pas être évaluées directement, mais nous pouvons prendre la limite {\displaystyle v\to 1}. Ceci est fait en remplaçant {\displaystyle v=1+1/n} avec {\displaystyle n\to \infty }, ainsi
{\displaystyle x=\lim _{v\to 1}v^{\frac {1}{v-1}}=\lim _{n\to \infty }\left(1+{\frac {1}{n}}\right)^{n}=e.}
Ainsi, la ligne et la courbe se croisent lorsque x = y = e.